# Дурень (гра)

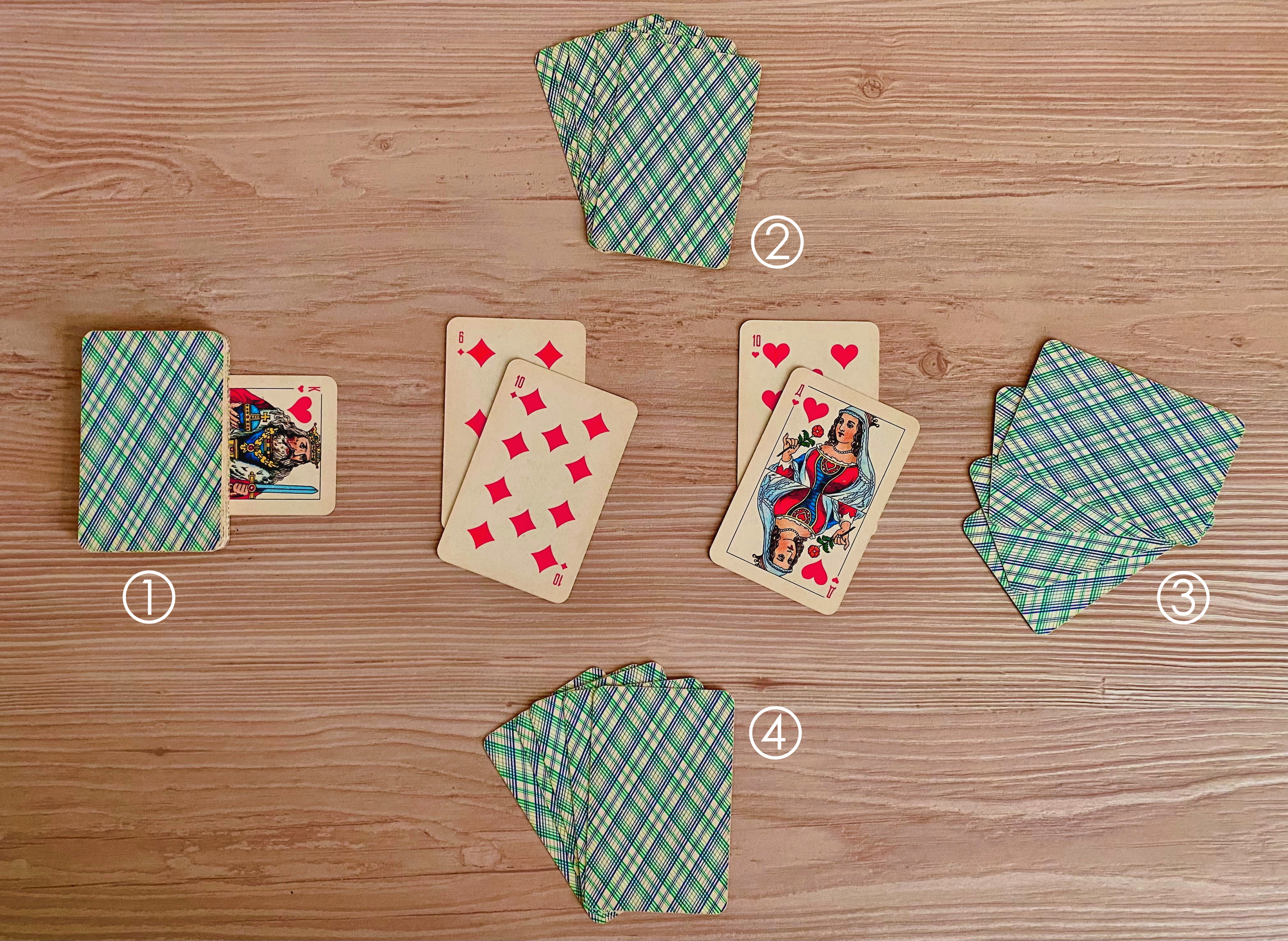
Гра в дурня, атласна колода:
1 — решта колоди з козирем, 2 — перший заходячий, 3 — відбиваючий, 4 — другий заходячий

«Дурень» (рос. «дурак») — популярна стратегічна картярська гра для 2—6 гравців, поширена на території колишнього СРСР.

## Правила
У грі використовується колода з 36 карт і беруть участь від двох до шести гравців. Кожному роздається по 6 карт, наступна карта відкривається і її масть визначає козир для даної гри, решта колоди кладеться зверху так, щоб козирну карту було видно всім.
У грі є нічия: коли за ігровим столом залишається двоє гравців, гравець, що ходить кидає карти противнику так, щоб противник відбив усі карти і в обох гравців не залишається карт — тоді в грі оголошується нічия.
Ціль гри — позбутися всіх карт. Останній гравець, у якого залишилися карти, залишається в «дурнях». У першій здачі першим ходить гравець із молодшим козирем; у подальших здачах ходять або «під дурня», тобто гравець праворуч від «дурня», або «з-під дурня», тобто гравець ліворуч, за домовленістю. Хід робиться завжди ліворуч, і складається з викладання однієї або більше карт, і спроби гравця, під якого ходять, їх покрити або старшою картою тієї ж масті, або картою козирної масті, якщо карта, що криється, сама є козирною — у такому випадку її можна покрити тільки старшим козирем.
При участі чотирьох або шести гравців можлива гра 2х2 або 3х3, коли гравці, що сидять через один, є партнерами й не ходять один проти одного.
Відкладаєтся якщо є 5 пар карт.
Якщо гравець поставить карту на стіл то забирати її вже не можна

## Простий дурень
Ходити можна однієї картою, або двома картами однакового старшинства. Незалежно від того, чи покрита карта (або карти), додавати карти не можна, і на цьому хід закінчується. У випадку закінчення карт у колоді гравці по черзі добирають карти до шести (по одній). У кінці гри у гравця, що програв, має залишитись парне число карт.

## Людина людині вовк (ЛЛВ)
При участі чотирьох або шести гравців на відміну від гри 2х2 або 3х3 (коли гравці, що сидять через один, є партнерами й не ходять один проти одного) кожен грає сам за себе. Ексчемпіон світу з шахів Анатолій Карпов визначав гру «кожен сам за себе» як складну стратегічну гру.

## Підкидний дурень
Ходити можна будь-якою кількістю карт однакового старшинства. Гравець, під якого ходять, може крити карти, а може прийняти. Гравець, що ходить, має право «підкинути» карти, що збігаються по старшинству з будь-якою картою на столі, зокрема і з тими, якими ходили, і з тими, якими крили. Якщо у грі беруть участь більше ніж двоє гравців, то гравець, який ходив, має право першого слова, але коли він скінчив ходити, то інші гравці мають право підкинути свої карти за тими самими правилами. Так само можна підкинути карти, коли гравець вирішив прийняти карти й не відбиватися далі — це називається «навздогін». Не можна підкидати більше карт, аніж залишається у гравця, що відбивається, — тобто, якщо в гравця три карти, йому поклали одну, і він вирішив її не крити, то йому можна додати тільки дві навздогін. Також не можна підкидати загалом понад шість карт, навіть якщо кількість карт на руках у гравця більша. На першому заході карт для відбивання повинно бути не більше ніж п'ять.

## Перевідний дурень
Правила ті ж, що й у підкидному, але з одним ускладненням: якщо гравець, під якого ходять, має карту того ж старшинства, то він може покласти її поруч із виставленою йому картою й «перевести» обидві карти наступному гравцеві. Перший кін переводити не можна. Можна перевести повторно, якщо в наступного гравця теж є карта того ж старшинства (до початку відбою). Не можна переводити більшу кількість карт, ніж наступний гравець має на руках. Коли карти переведені на гравця, який не може їх перевести далі, він стає гравцем, що відбивається, і зобов'язаний покрити всі, або прийняти. Далі гра повністю збігається з підкидним дурнем. Крім того, існує поняття «проїзний», особливе правило переводу діє при перекладі козирною картою, для цього її не обов'язково класти на стіл, досить просто показати. Дане правило діє один раз протягом кону. Якщо на гравця, що використовував проїзний перевели в другий раз протягом кону, то для повторного переводу козирну карту необхідно викласти на стіл. При грі в підкидного дурня «два на два» або «три на три» правила ті ж самі. При цьому при закінченні гри одним із гравців напрямок переводу не міняється, тобто при грі за годинниковою стрілкою переклад здійснюється строго на гравця, що перебуває ліворуч. У випадку, якщо гравець ліворуч уже не має карт перевід здійснюється на наступного гравця протилежної команди, що перебуває ліворуч. Аналогічно, якщо гравець якої-небудь команди закінчив гру відбоєм, хід має гравець цієї ж команди, що знаходиться за годинниковою стрілкою.

## Італійський дурень
Використовуються правила підкидного, звичайного або перевідного дурня. Відмінність цієї гри полягає у тому що гравець, який не відбився і прийняв карти, забирає весь «відбій» і грає з ним.

## Термінологія
- Погони — ситуація, коли останніми картами, якими ходить переможець, виявляються одна, дві, три, чотири шістки. Ці карти кладуть на плечі «дурневі», і він в цьому разі іменується «дурнем з погонами». Такий програш вважається більш ганебним. Треба відмітити, що шістка козирної масті не може навішуватись одна, бо вона сприймається як козирна карта. Також погони можна покласти лишень, якщо гравець бере перед тим карту козирної масті, в іншому разі, якщо карта рахується не козирної масті, це не "погони", а просто карти. Після «навішування» шісток можливо продовжувати гру, але з тією самою людиною, збільшуючи номінал карти.